# Clodosinda
Clodosinda o Clodosvinda (Chlodoswintha) fou una princesa francona, filla de Sigebert I i Brunequilda (Brunilda) i germana de Khildebert II.
Recared, el rei visigot, havia establert un tractat de pau amb Austràsia el 585 i esperava fer el mateix amb Borgonya, regne amb el que estava en guerra però sobre el que els visigots havien obtingut algunes victòries; a fi i efecte d'aconseguir la pau Recared va enviar el 586 una ambaixada a la cort de Guntram, que aquest va despatxar amb l'excusa que els visigots havien empresonat i matat a la seva neboda Ingunda i al marit d'aquesta Ermenegild; llavors (segons les instruccions que tenien) els ambaixadors es van dirigir a la cort d'Austràsia on foren rebuts per Khildebert II que va escoltar les excuses de Recared amb relació a la captivitat i mort d'Ingunda i la paraula d'aquest que no hi havia tingut cap part assegurant que estava disposat a purgar-se de tot el que se li imputés per aquestos fets mitjançant jurament o per qualsevol via que se li demanés; els ambaixadors oferien la quantitat de deu mil sous d'or per ratificar la pau la l'aliança acordada l'any anterior, al que Khilderic II i la seva mare Brunequilda (Brunilda) van accedir. Els ambaixadors encara tenien una altra missió per preparar la qual van fer rics presents al rei i la reina mare (que d'altra banda en van fer d'altres regals per a la cort visigoda) i llavors van demanar la mà de la princesa Clodosinda, germana de Khildebert i filla de Brunequilda per al rei Recared. Khildebert va donar el seu acord però va manifestar que tenia un conveni amb el seu oncle Guntram de Borgonya de no acabar cap afer important sense la seva aprovació, i que li calia consultar-lo i obtenir l'aprovació abans de concertar definitivament l'enllaç. Els ambaixadors van acceptar contents la resposta i poc després van tornar a Toledo.
El rei borgonyó no va donar l'acord i va seguir la guerra contra els visigots, que el 587 va tenir nous episodis bèl·lics amb la revolta arriana a la Septimània ajudada per Guntram a través del duc Desideri de Tolosa i el comte (després duc) Austrobald que va acabar en una completa derrota dels rebels i borgonyons.
Finalment en els acords entre reis durant el tractat d'Andelot el 28 de novembre del 587 el rei Guntram va donar l'autorització pel matrimoni de Clodosinda i Recared. Sembla que el matrimoni no es va fer mai. Autaris, rei dels longobards i arrià, havia demanat també la mà de Clodosvinda, però Khildebert preferia al rei visigot que era catòlic. Clodosinda no torna a aparèixer a la història i probablement hauria mort el 588, potser de camí a Hispània o poc després del casament si és que es va arribar a fer, com suposen els dos dominics Dom Devic i Dom Vaisette. El 589 Recared ja apareix casat amb una dama visigoda de nom Baddo o Bado o Bada, suposada filla del comte de les Larguicions, Fanto. Els esmentats Devic i Vaisette suposen que Recared estaria casat amb Baddo ja abans i que hauria ofert repudiar-la per celebrar el matrimoni, però sembla difícil imaginar negociacions per casar-se estant ja casat i sent catòlic. Altres historiadors suposen que el matrimoni es va celebrar i fins i tot que va durar anys, basats en un vers de Fortunat escrit entre el 593 (després de la unió de Burgundia i Austràsia sota el ceptre de Khildebert II) i el 596 data de la mort del rei. Fortunat diu que Brunequilda (Brunilda) regnava pal seu fill sobre els al·lobrogues (burgundis) i per sa filla sobre els getes (gots); no es podria tractar de la seva filla Ingunda, que mai va ser reina dels visigots i havia mort el 585; no obstant la major part dels historiadors no accepten això com a font fiable per tal com prové d'un manuscrit que no és contemporani sinó escrit al segle ix; el document fou descrit per primer cop per M. B. Guérard a "Notices & extraits, volum 12, pàgines 91 a 100 al segle xix.
De Recared se sap que el seu fill gran Liuva va néixer vers el 581 o 582 (en tot cas abans del 584), i se'l suposa fill natural, extrem recolzat pel text de la Crònica d'Isidor que diu: Ignobile quidem matre progenitus, set virtutum indole in signitus (que podria traduir-se per "Va ser creat per una mare sens dubte fosca, però va destacar pel seu caràcter virtuós"). Els altres dos fills, Suintil·la i Geila, haurien nascut de Baddo filla del comte de les Larguicions.